# Schādhilīya

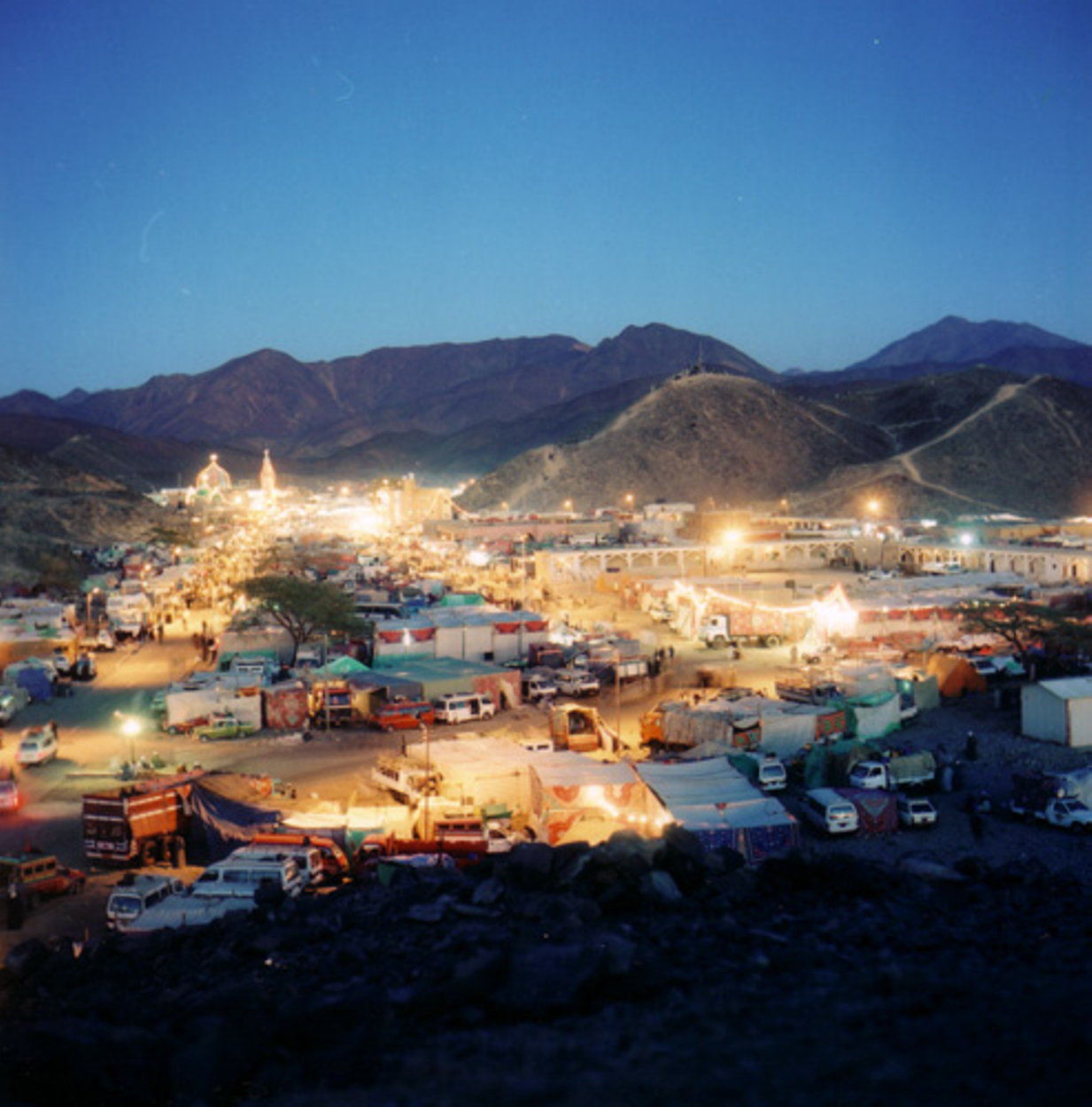
Das heilige dergâh von Scheich Schadhili in Humaithara (heute Al Sheikh Al Shazli), Ägypten

Die Tarīqa Schādhilīya (arabisch الطريقة الشاذلية, DMG aṭ-ṭarīqa aš-šāḏilīya) ist ein islamischer Sufiorden (Tariqa), der von Abu l-Hasan asch-Schadhili (um 1196–1258), einem Schüler ʿAbd as-Salām ibn Maschīschs gegründet wurde.

## Historische Bedeutung
Die Schādhilīya ist die populärste unter den nordafrikanischen Glaubensbewegungen. Eine große Anzahl an Anhängern (Derwische) leistete einen stattlichen Beitrag an arabischer und islamischer Literatur, beispielsweise Scheich Ibn 'Ata Allāh (1259–1310), unter anderem Autor des Hikam, Scheich Aḥmad Zarrūq (1442–1493), Autor des Risala von al-Qayrawani (ein Standardwerk malikitischer Rechtsprechung), eines Kommentars zum Hikam und zahlreicher Werke über Religion (Sufismus) und Gesetz (Scharia) oder Ahmad ibn 'Adschiba, Autor eines Korankommentars.
Darüber hinaus waren auch einige Scheichs der Azhar-Universität in Kairo (Ägypten) Anhänger der Schadhiliyya.

## Erneuerung
Als Erneuerer der Schadhiliyya gilt Mohammed bin Sulaiman al-Ghazuli (um 1395–1465), der in Mekka, Kairo und später an der marokkanischen Atlantikküste in der Region um Safi wirkte. Er wurde zu einem der populärsten Heiligen Marokkos, der zu den Sieben Heiligen von Marrakesch gehört.

## Verzweigungen
Es existieren auch ein paar Verzweigungen des Ordens, beispielsweise der Darqavi-Schadhili-Orden mit einer großen Verbreitung in Marokko oder der Alawi-Schadhili-Orden (nicht zu verwechseln mit den Aleviten) in Algerien und Frankreich. Ein deutscher Zweig der Schadhiliyya findet sich in der Tariqah As-Safina unter der Leitung von Schech Bashir Ahmad Dultz.